# Haabneeme
Haabneeme – miasteczko w Estonii, w prowincji Harju, w gminie Viimsi.